# Turris Tamalleni

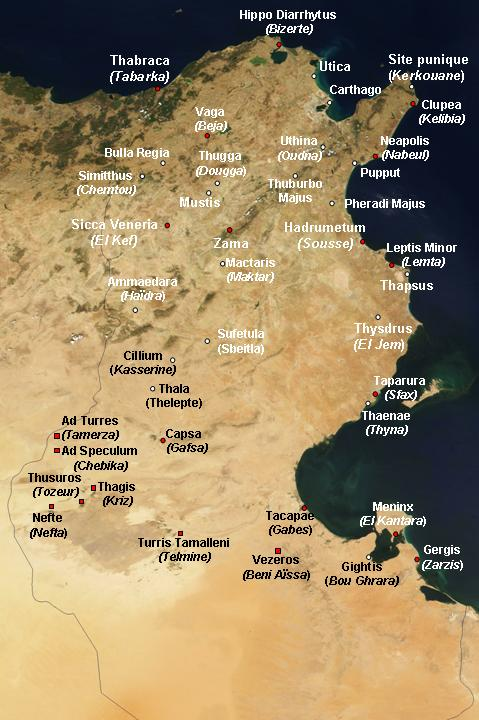
Karte mit der Lage der römischen Städte in Tunesien.

Turris Tamalleni war antike Stadt in der römischen Provinz Byzacena, auf einer Landbrücke zwischen den heutigen Salzseen Chott el Djerid und Chott el Fedjadj in Tunesien gelegen.
Auf einen erloschenen Bischofssitz in dieser Stadt geht das römisch-katholische Titularbistum Turris Tamalleni zurück.